# Danuta Czech
Danuta Czech (Humniska, 1922 – Polonia, 4 aprile 2004) è stata una storica polacca, specializzata in storia dell'Olocausto e vicedirettrice del Museo statale di Auschwitz-Birkenau. È nota principalmente per il suo libro The Auschwitz Chronicle: 1939–1945, pubblicato nel 1990.

## Biografia
Danuta Czech nacque nel 1922 a Humniska, in Polonia. Durante la seconda guerra mondiale e l'occupazione tedesca della Polonia, suo padre, Stefan Czech, membro del movimento di resistenza Armia Krajowa, venne deportato nei lager di Auschwitz, Buchenwald e Dora-Mittelbau, riuscendo a sopravvivere. Danuta frequentò il ginnasio St. Kinga a Tarnów, diplomandosi nel 1939, poi il liceo commerciale, sempre a Tarnów, nel 1941. Secondo il museo di Auschwitz, Danuta fu attiva nella resistenza polacca assieme al padre. Dal 1946 al 1952 studiò sociologia presso l'Università Jagellonica di Cracovia, ottenendo un master in filosofia. Nel 1955 iniziò a lavorare come ricercatrice presso il Museo statale di Auschwitz-Birkenau, divenendone infine vicedirettore.

## The Auschwitz Chronicle (Kalendarium)
Lungo quasi 1000 pagine, The Auschwitz Chronicle è una meticolosa cronaca degli eventi accaduti nel campo di concentramento di Auschwitz dalla sua costruzione fino alla liberazione da parte dei sovietici. L'opera è di inestimabile valore, tanto che, come affermato dallo stesso museo di Auschwitz, "nessun lavoro accademico serio riguardante Auschwitz si sognerebbe di non citare il suo studio".
Nel 2002, grazie all'ANED, l'imponente opera su Auschwitz della Czech è stata tradotta anche in italiano con il titolo 
Kalendarium - gli avvenimenti nel campo di concentramento di Auschwitz 1939-1945, con la traduzione di Gianluca Piccinini e la prima edizione italiana a cura di Dario Venegoni, con una presentazione di Lucio Monaco (il libro completo è scaricabile dal sito dell'ANED qui).

## Opere
- (1984) con Jadwiga Bezwinska, KL Auschwitz Seen by the SS: Höss, Broad, Kremer. New York: Howard Fertig.
- (1990). The Auschwitz Chronicle: 1939–1945 . New York: Holt. Pubblicato per la prima volta a puntate dal Museo statale di Auschwitz-Birkenau nel 1958-1963. Pubblicato anche con il titolo polacco Kalendarium wydarzen w obozie Koncentracyjnm Auschwitz-Birkenau 1939–1945.
- (1996) con Franciszek Piper e Teresa Świebocka. Auschwitz: Nazi death camp. Oświęcim: Museo statale di Auschwitz-Birkenau.
- (2000). "A Calendar of the Most Important Events in the History of the Auschwitz Concentration Camp". Długoborski (a cura di), Auschwitz, 1940–1945. Central Issues in the History of the Camp. Volume V: Epilogue, Oświęcim, Auschwitz-Birkenau State Museum,  pp. 119-231.)